# Piletocera
Piletocera é um gênero de mariposa pertencente à família Crambidae.